# سيبريان إيوف
سيـپريان إيوڤ (بالفرنسية: Cyprien Iov)‏ هو مدون ويوتيوبر وممثل وكاتب سيناريو فرنسي، ولد في 12 مايو 1989 في مدينة نيس بفرنسا. عُرِف بفضل فيديوهاته على موقع ديلي موشن تحت الاسم المستعار Monsieur Dream (مونسيو دريم: ويعني السيد حلم)، وذلك قبل أن يواصل إنتاج الفيديوهات على اليوتيوب.
حصل على نجاح يكبر مع نشره للفيديوهات الفكاهية ثم للأفلام القصيرة، التي يقوم بكتابة سيناريوهاتها وأحيانا يقوم بالاخراج. وبالتوازي، يشرع في مجال القصص المصورة (Roger et ses humains)، وبصفته ممثلاً أو مدبلجاً في مسلسلات وأفلام طويلة وكذا ككاتب لسلسلة (l'Épopée temporelle).
سيبريان إيوف، حظي بكونه أول يوتيوبر فرنسي من عام 2013 إلى عام 2020، وهو في المرتبة الثانية في العالم الناطق باللغة الفرنسية حسب عدد المشتركين سنة 2020، بعد سكويزي. في يناير 2021، تجاوزت قناته على اليوتيوب أكثر من 14 مليونا وتسجل عدد المشاهدات أكثر من 2,7 مليارا.

## وصلات خارجية
- سيبريان إيوف على موقع IMDb (الإنجليزية)
- سيبريان إيوف على موقع روتن توميتوز (الإنجليزية)
- سيبريان إيوف على موقع ألو سيني (الفرنسية)
- سيبريان إيوف على موقع ميوزك برينز (الإنجليزية)
- سيبريان إيوف على موقع قاعدة بيانات الفيلم (الإنجليزية)